# Таюань
Таюань (кит. упр. 塔院, пиньинь Tǎyuàn — «Двор с пагодой») — буддийский храм у священной горы Утайшань, провинция Шаньси. Ранее был, согласно названию, пагодным двором храма Сяньтун. Известен своей 56,4-метровой шарира-ступой тибетского стиля Дабай (кит. упр. 大白塔, пиньинь Dàbái tǎ — «Большая белая пагода»), спроектированной непальским архитектором Анико в 1301 году. «Независимость» храм обрёл во время реконструкции в 1582 году, проведённой по приказу императрицы Цышэн (матери Ваньли, династия Мин).

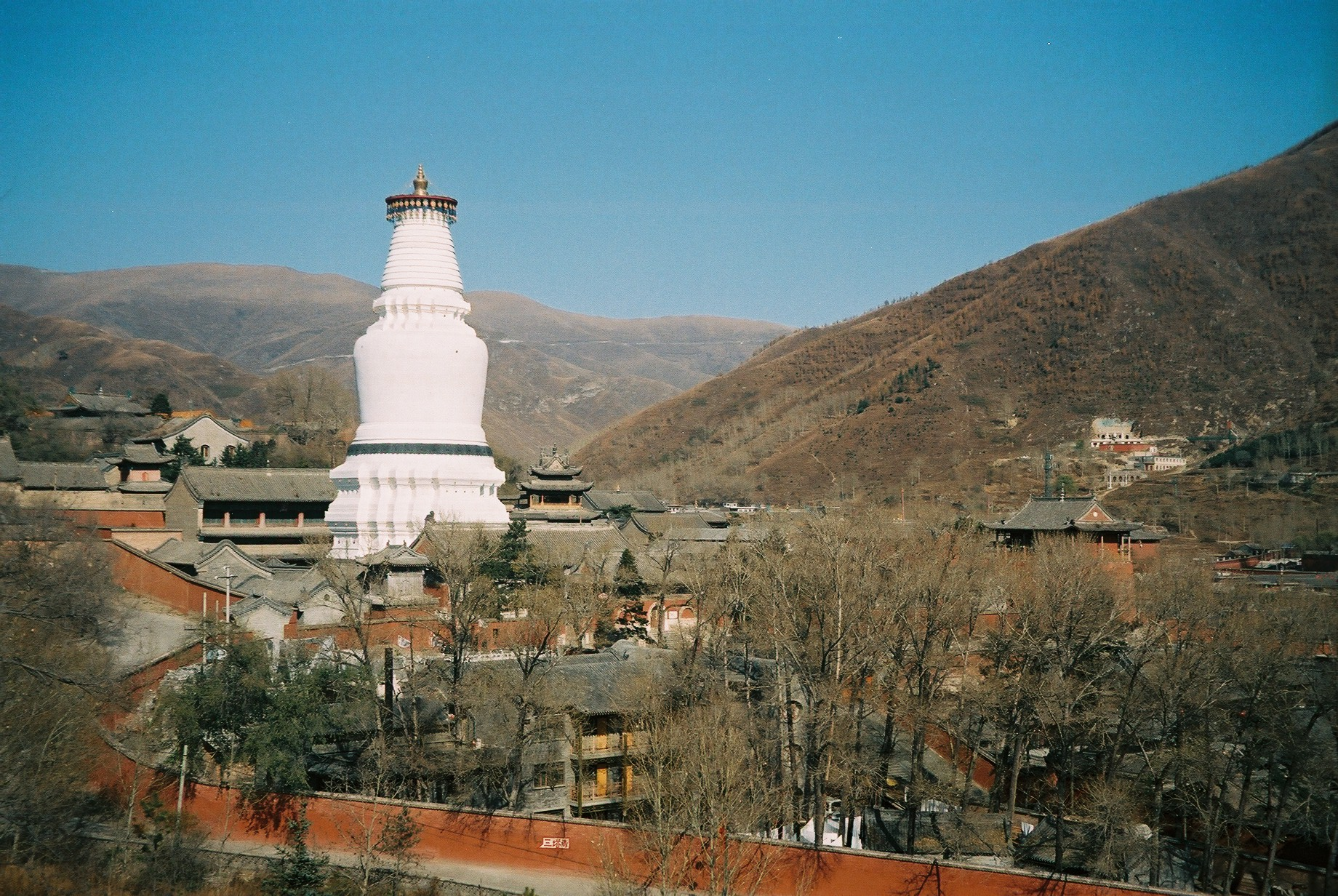
Таюань